# Douglas SBD Dauntless
Дуглас SBD «Донтлес» (англ. Douglas SBD Dauntless — «Безстрашний») — палубний пікіруючий бомбардувальник виробництва американської авіакомпанії Douglas Aircraft Company. Знаходився на озброєнні військово-морських сил та повітряних сил армії США за часів Другої світової війни.
SBD «Донтлес» був основним пікіруючим бомбардувальником американських ВМС з 1940 по кінець 1943, доки не був замінений на новітній Curtiss SB2C Helldiver. Також перебував на озброєнні повітряних сил армії США під найменуванням A-24 Banshee.
Незважаючи на ряд суттєвих недоліків (низька швидкість, застаріле обладнання на початок бойових дій) SBD «Донтлес» був дуже надійним бойовим літаком й на його рахунку більше затоплених японських кораблів, ніж у інших літаків часів Другої світової війни.

## Історія створення

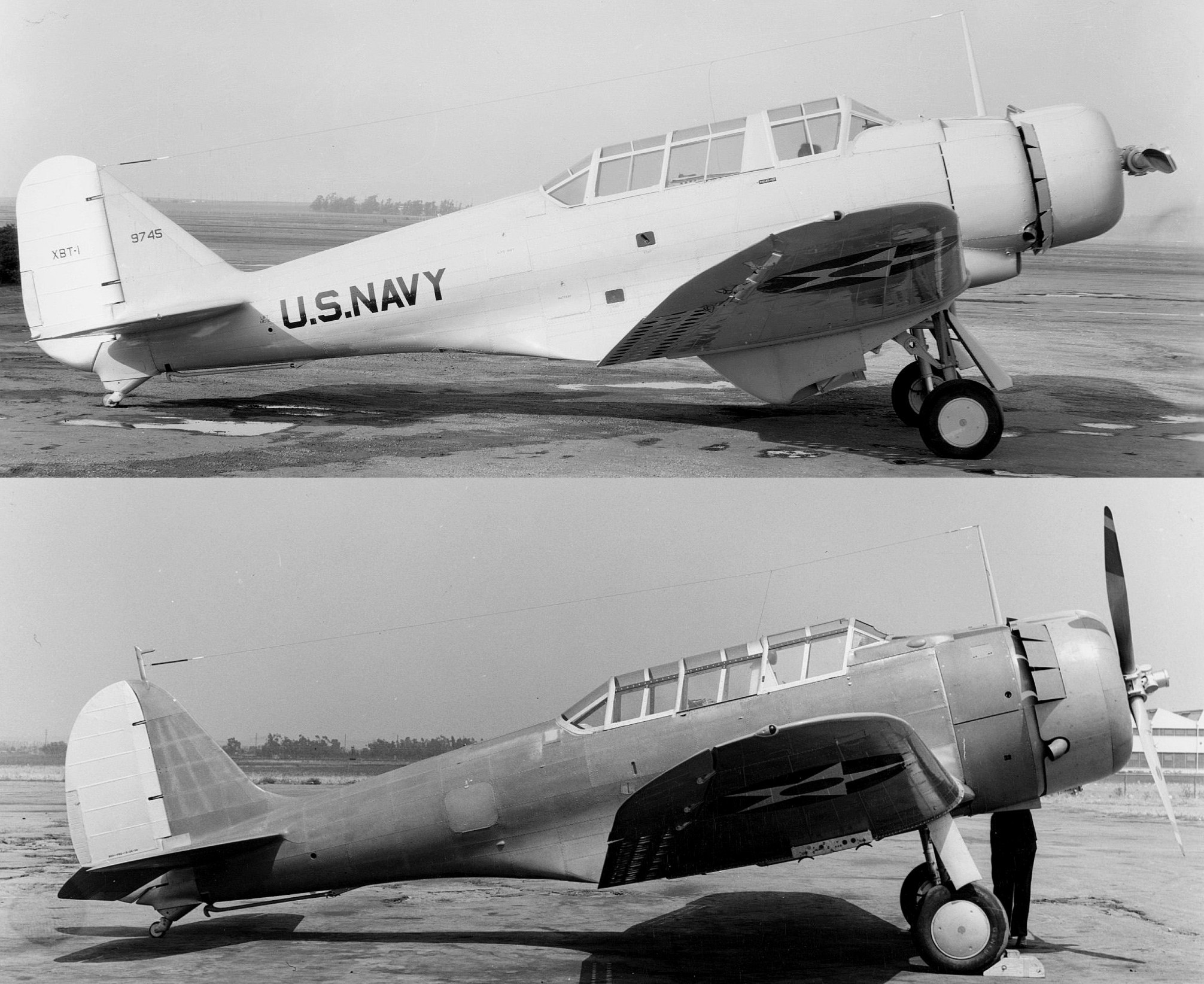
XBT-1 (зверху) і XBT-2 (знизу)

Ще в 1935 році компанія Northrop Corporation почала розробку нового пікіруючого бомбардувальника — BT-1. BT-1 випускався малою серією, але в цілому був визнаний невдалим, тому вже в 1936 році команда під керівництвом Еда Гайнеманна почала роботу над новим літаком прототип якого отримав позначення XBT-2. В 1937 році компанія Northrop була поглинута Douglas, але робота над літаком припинена не була і перший прототип піднявся в повітря вже 28 квітня 1938 року.
Літак був двомісним суцільнометалевим низькопланом з двигуном Pratt & Whitney R-1535-94 потужністю 825 к.с., але через незадовільні результати випробувань двигун було замінено на потужніший Wright R-1820-G133. З цим двигуном літак продемонстрував гарні льотні характеристики і в лютому 1939 року його було вирішено прийняти на озброєння під позначенням SBD-1, відповідний контракт на виготовлення перших 144 літаків був підписаний в квітні, а загалом до липня 1944 року було виготовлено 5936 SBD різних модифікацій.

## Модифікації
- XBT-2 — прототип, глибока модифікація Northrop BT-1, після поглинання компанією Douglas отримав назву XSBD-1.
- SBD-1 — варіант для Корпусу морської піхоти США. Оснащувався двигуном Wright R-1820-32 потужністю 100 к.с. З травня 1939 року виготовлено 57 екземплярів.
  - SBD-1P — варіант фоторозвідника. Було переоснащено 8 SBD-1
- SBD-2 — варіант для ВМС зі збільшеним запасом палива. З грудня 1940 року по травень 1941 року виготовлено 87 літаків.
  - SBD-2P — варіант фоторозвідника. Було переоснащено 15 SBD-2
- SBD-3- оснащувався двигуном Wright R-1820-52 (1000 к.с.), також введені паливні баки, що самоущільнюються З березня 1941 року було виготовлено 584 літаків.
  - SBD-3P — варіант фоторозвідника (47 екз.)
- SBD-4 — збільшена напруга електричної системи до 24-вольт (з 12 вольт); Крім того літак отримав новий пропелер та паливні насоси. Ці поліпшення, в порівнянні з SBD-3, підвищили стабільність тяги двигуна. З жовтня 1942 року було виготовлено 780 літаків.
  - SBD-4P — варіант фоторозвідника (16 екз.)
- SBD-5 — наймасовіша модифікація, в основному вироблялась на заводі Douglas Aircraft в місті Талса, штат Оклахома. Оснащувався двигуном Wright R-1820-60 потужністю 1200 к.с. З лютого 1943 по квітень 1944 року було виготовлено 2,965 літаків. Деякі були відправлені до Військово-морських сил Великої Британії для випробувань та оцінювання. На додаток до американської служби, вони побачили бій проти японців разом з 25-ю ескадрильєю Королівських ВПС Нової Зеландії, які незабаром замінили їх F4Us, та проти люфтваффе з французьким ВВС Free. Деякі з них були також відправлені в Мексику.
- SBD-6- оснащувався двигуном Wright R-1820-66 потужністю 1350 к.с. (1010 кВт). З березня по липень 1944 року було виготовлено 450 літаків.
- A-24 (SBD-3A) — аналог SBD-3 для ВПС армії з зміненим обладнанням і без гальмівного гака. З червня 1941 року по жовтень 1942 виготовлено 168 літаків.
- A-24A (SBD-4A) — аналог SBD-4 для ВПС армії. З жовтня 1942 року по березень 1943 року виготовлено 170 літаків.
- A-24B (SBD-5A) — аналог SBD-5 для ВПС армії. 675 одиниць виготовлено, 60 з них під позначенням SBD-5A надійшли Корпусу морської піхоти США

## Історія використання

### Сполучені штати Америки

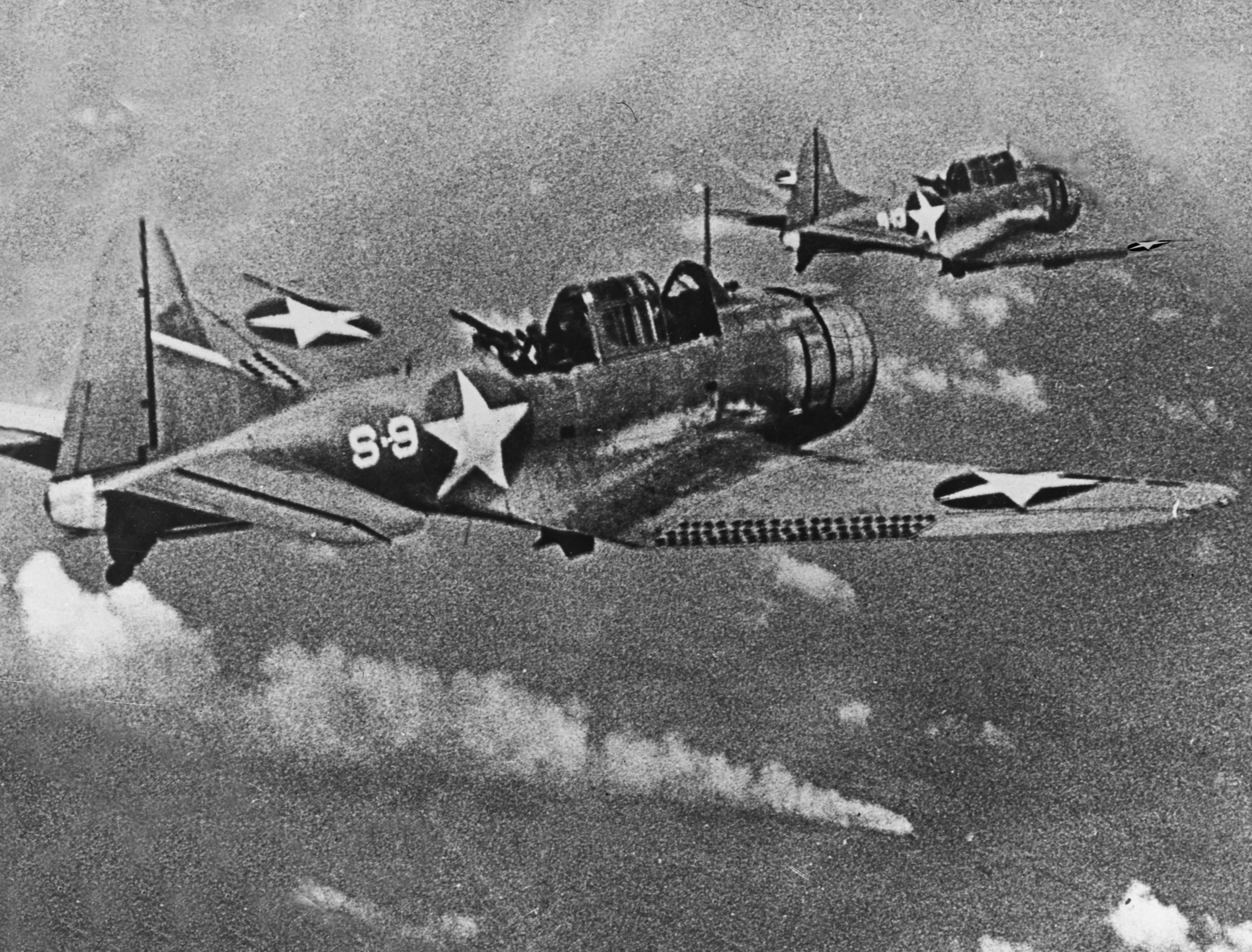
SBD-3 ескадрильї VS-8 (USS Enterprise (CV-6)) під час битви за Мідвей

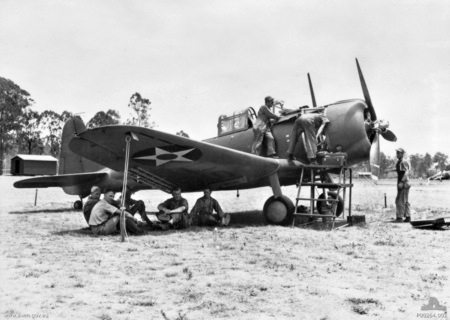
A-24 27-ї бомбардувальної групи в Австралії. Січень 1942 року.

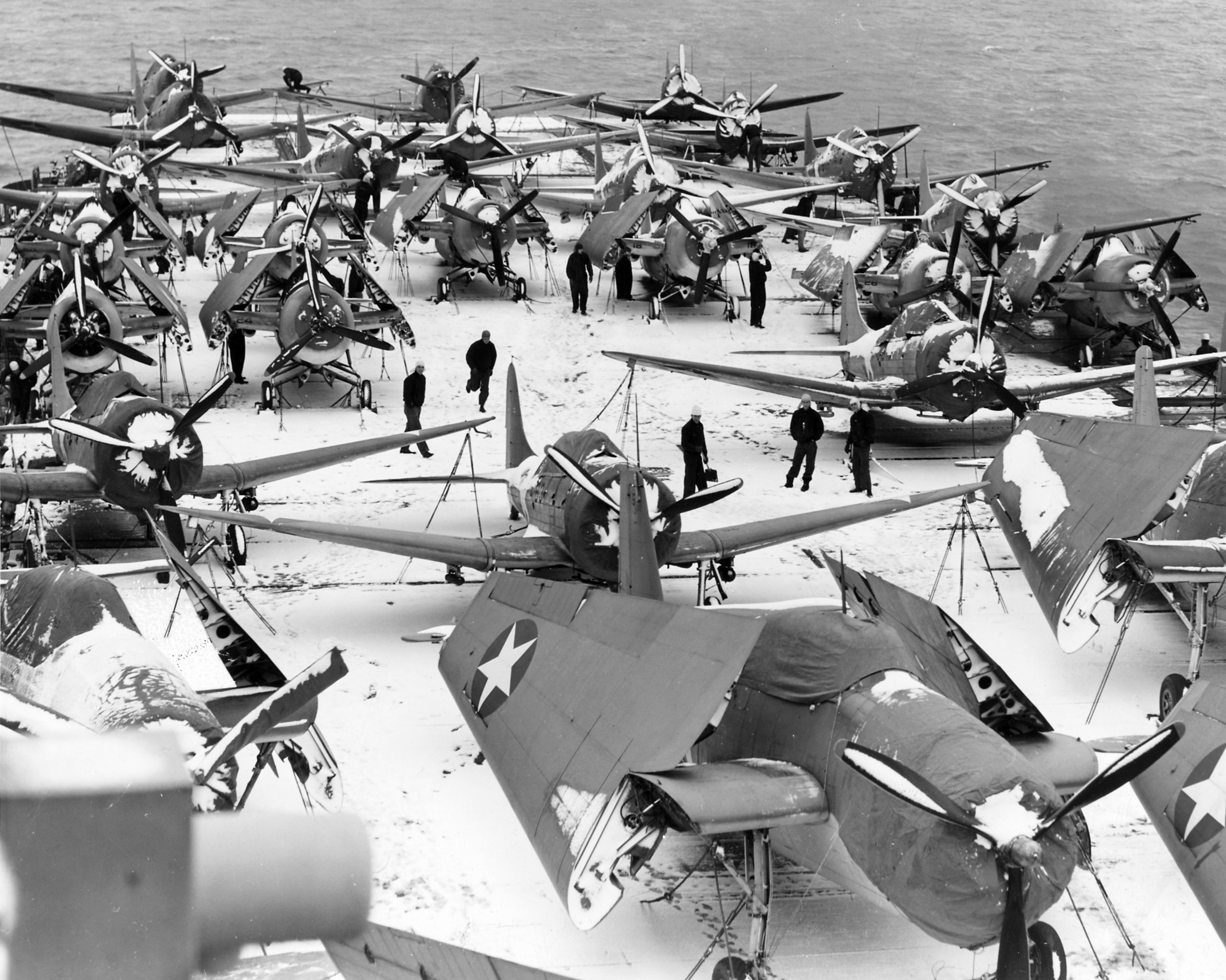
SBD на борту авіаносця «Рейнджер». 1943 року.

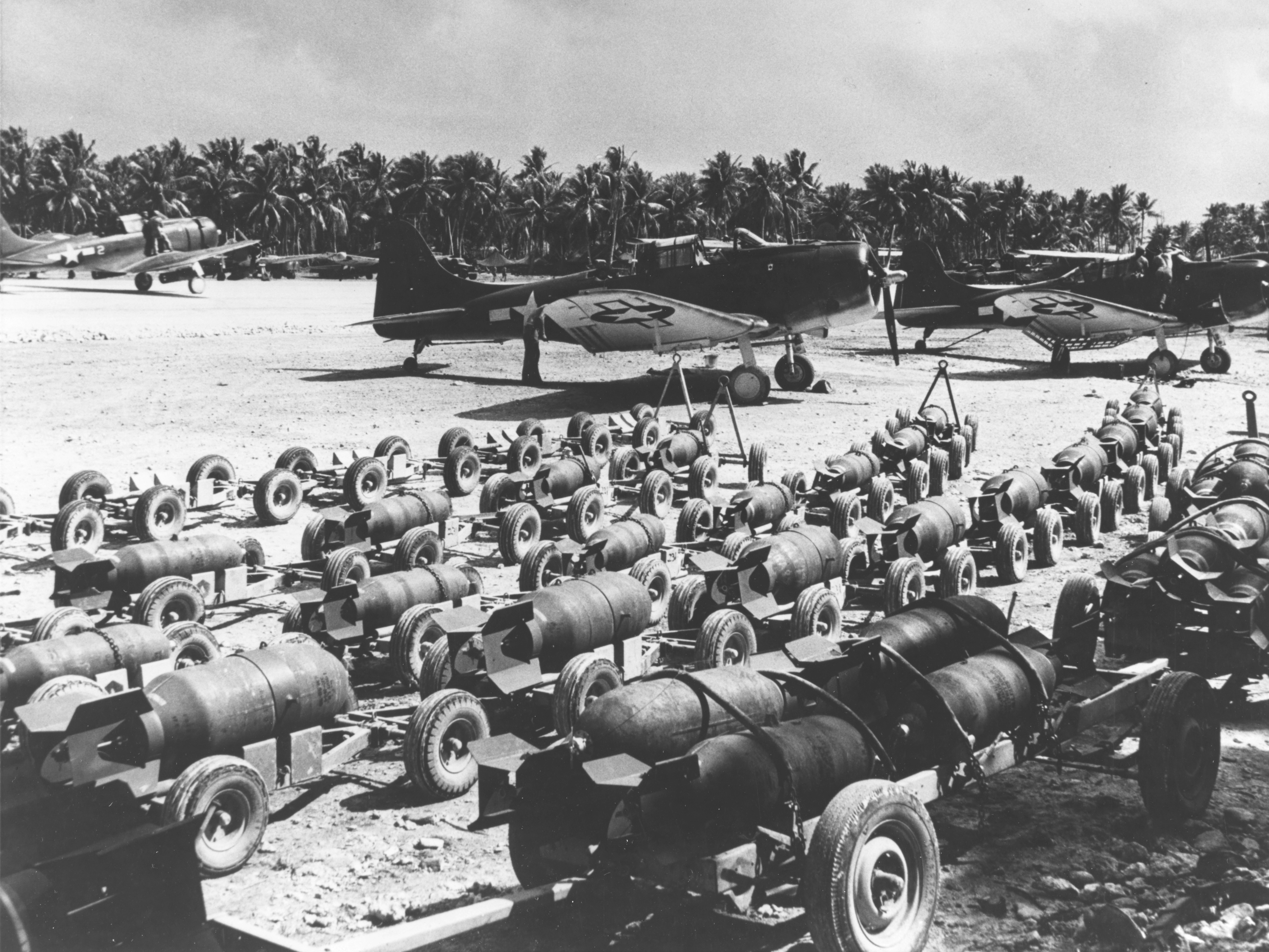
SBD-5 ескадрильї VMSB-231 морської піхоти. Маршаллові острови, 1944 рік.

Перша модифікація SBD-1 через малу дальність польоту не було прийнято для служби на авіаносцях, і ними було озброєно дві ескадрильї авіації КМП. Вже наступні модифікації були прийняті до палубної авіації і станом на 7 грудня 1941 року (напад на Перл-Гарбор) ними було повністю оснащено три палубні ескадрильї — VB-6 і VS-6 на «Ентерпрайзі» і VB-2 на «Лексінгтоні». В день нападу «Донтлеси» з «Ентерпрайзу», який повертався від острова Вейк, були атаковані японськими літаками над Гаваями, втрати склали 7 SBD-3. На аеродромі також було знищено 17 «Донтлесів» морської піхоти (ще 10 було пошкоджено). Декілька наступних днів авіація «Ентерпрайзу» патрулювали море навколо островів, зокрема 10 грудня «Донтлесам» вдалось потопити японський підводний човен I-70.
На початку 1942 року «Донтлеси» залучались до бомбардувань японських об'єктів, зокрема 1 лютого було завдано удару по Кваджелейну, 20 — по Рабаулу, 24 — по острову Вейк. Першою великою битвою для «Донтлесів» стала битва в Кораловому морі, ще до початку якої, 4 травня, 28 SBD-3 з «Йорктауна» бомбили Тулагі (острів), а 7-8 завдавали удару по японському флоту. Але найбільш відомими «Донтлеси» стали завдяки битві за Мідвей, до якої було залучено 128 SBD. Американський флот втратив 40 SBD, але зміг потопити всі 4 авіаносці японського з'єднання.
З серпня 1942 року починається битва за Гуадалканал, підтримку десанту забезпечували 103 SBD з авіаносців «Саратога», «Ентерпрайз» і «Васп». Після захоплення плацдарму, вже 20 серпня, на Гуадалканал прибуває ескадрилья SBD VMSB-232 корпусу морської піхоти, пізніше до неї додались і інші. Головними цілями для «Донтлесів» залишались кораблі, зокрема 26 жовтня відбулась битва біля островів Санта-Круз, в якій «Донтлеси» серйозно пошкодили два японські авіаносці, а 13 листопада літаки ескадрилей морської піхоти VMSB-132 і VMSB-142 змогли потопити японський лінійний крейсер «Хієй». Загалом за 1942 рік «Донтлеси» потопили п'ять японських авіаносців, чотири крейсера і чотири есмінці — майже 28 % довоєнного тоннажу японського військового флоту.
В 1943 році великих битв авіаносців вже не відбувалось, тому «Донтлеси» в основному підтримували десанти на Соломонових островах, а в кінці року вони вже почали замінюватись на SB2C Helldiver. Проте заміна йшла повільно і «Донтлеси» ще зіграли важливу роль під час битви у Філіппінському морі, де взяли участь 57 SBD з «Ентерпрайза» і «Лексінгтона». Останнім бойовим вильотом для палубних «Донтлесів» став наліт на Гуам 5 липня 1944 року, але в авіації морської піхоти вони використовувались до закінчення війни.
В Європі «Донтлеси» використовувались значно обмеженіше, єдиною великою операцією з їхнім використанням була операція «Смолоскип», для підтримки десанту тоді було залучено 36 SBD з авіаносців «Рейнджер», «Сенгамон» і «Санті». 10 листопада 1942 року «Донтлеси» з «Рейнджера» змогли сильно пошкодити в порту Касабланки французький лінкор «Жан Бар», а 4 жовтня 1943 бомбили норвезький порт Буде.
В ВПС Армії США A-24 використовувались тільки на Тихоокеанському ТБД. Першими їх отримала 27-а бомбардувальна група, яка мала базуватись на Філіппінах, але через початок бойових дій вона переправилась в Австралію. A-24 брали участь в боях на Яві, пізніше на Новій Гвінеї. Згодом A-24 надійшли на озброєння 8-ї групи, яка теж діяла з Австралії. Ще одна ескадрилья A-24 діяла на Алеутських островах, але більшість A-24 залишилась в США і використовувались як навчальні.

### Інші країни
Повітряні сили Великої Британії отримали 9 SBD-5, які позначались Dauntless Mk.I. Ці літаки використовувались виключно для випробувань.
З липня 1943 року SBD почали надходити на озброєння ВПС Нової Зеландії, загалом було отримано 18 SBD-3, 27 SBD-4 і 23 SBD-5. На весні 1944 року в боях на острові Бугенвіль взяла участь 25-а ескадрилья оснащена ними, а після війни всі вцілілі літаки було повернуто США.
Найбільшим іноземним експлуатантом SBD стала Франція, яка отримала в 1944 році 80 таких літаків. Французькі «Донтлеси» надійшли на озброєння бомбардувальних груп GB I/17 і GB I/18, а також флотилій 3FB і 4FB. GB I/17 базувалась в Сирії, GB I/18 — в Франції і до кінця війни в Європі воювала проти німецьких військ. Флотські «Донтлеси» також діяли проти Німеччини, а в 1947-49 роках взяли участь в боях в Індокитаї.
Літаки A-24B також постачались Чилі (12 літаків) і Мексиці (30 літаків), в цих країнах вони стояли на озброєнні до 1950 і 1959 року відповідно.

## Тактико-технічні характеристики

### Технічні характеристики
Дані з Ударная авиация Второй Мировой — штурмовики, бомбардировщики, торпедоносцы
|                       |                       | SBD-1      | SBD-2      | SBD-3      | SBD-4      | SBD-5      | SBD-6      | A-20       | A-20A      | A-20A      |
| --------------------- | --------------------- | ---------- | ---------- | ---------- | ---------- | ---------- | ---------- | ---------- | ---------- | ---------- |
| Довжина               | Довжина               | 9,8 м      | 9,8 м      | 9,8 м      | 9,8 м      | 10,06 м    | 10,06 м    | 9,8 м      | 9,8 м      | 10,06 м    |
| Висота                | Висота                | 4,14 м     | 4,14 м     | 4,14 м     | 4,14 м     | 4,14 м     | 4,14 м     | 4,14 м     | 4,14 м     | 4,14 м     |
| Розмах крил           | Розмах крил           | 12,65 м    | 12,65 м    | 12,65 м    | 12,65 м    | 12,65 м    | 12,65 м    | 12,65 м    | 12,65 м    | 12,65 м    |
| Площа крил            | Площа крил            | 30,19 м²   | 30,19 м²   | 30,19 м²   | 30,19 м²   | 30,19 м²   | 30,19 м²   | 30,19 м²   | 30,19 м²   | 30,19 м²   |
| Маса                  | пустого               | 2678 кг    | 2855 кг    | 2878 кг    | 2885 кг    | 2963 кг    | 2973 кг    | 2842 кг    | 2885 кг    | 2871 кг    |
| Маса                  | максимальна злітна    | 3444 кг    | 4699 кг    | 4717 кг    | 4754 кг    | 4854 кг    | 4936 кг    | 4627 кг    | 4754 кг    | 4740 кг    |
| Двигуни Wright        | Двигуни Wright        | R-1820-32  | R-1820-32  | R-1820-52  | R-1820-52  | R-1820-60  | R-1820-66  | R-1820-52  | R-1820-52  | R-1820-60  |
| Потужність            | Потужність            | 1000 к. с. | 1000 к. с. | 1000 к. с. | 1000 к. с. | 1200 к. с. | 1350 к. с. | 1000 к. с. | 1000 к. с. | 1200 к. с. |
| Максимальна швидкість | Максимальна швидкість | 407 км/год | 405 км/год | 402 км/год | 405 км/год | 421 км/год | 402 км/год | 399 км/год | 408 км/год | 394 км/год |
| Дальність польоту     | нормальна             | 1380 км    | 1970 км    | 2160 км    | 2090 км    | 1795 км    | 1980 км    | 1530 км    | 1570 км    | 1530 км    |
| Дальність польоту     | максимальна           | 1880 км    | 2210 км    | 2540 км    | 2330 км    | 2520 км    | 2740 км    | 2090 км    | 2090 км    | 2010 км    |
| Практична стеля       | Практична стеля       | 9020 м     | 7920 м     |            | 8140 м     | 7410 м     | 7930 м     | 7930 м     | 8230 м     |            |
| Швидкопідйомність     | Швидкопідйомність     | 8,78 м/с   | 5,5 м/с    | 6 м/с      | 5,85 м/с   | 8,63 м/с   | 8,68 м/с   |            |            |            |

### Озброєння

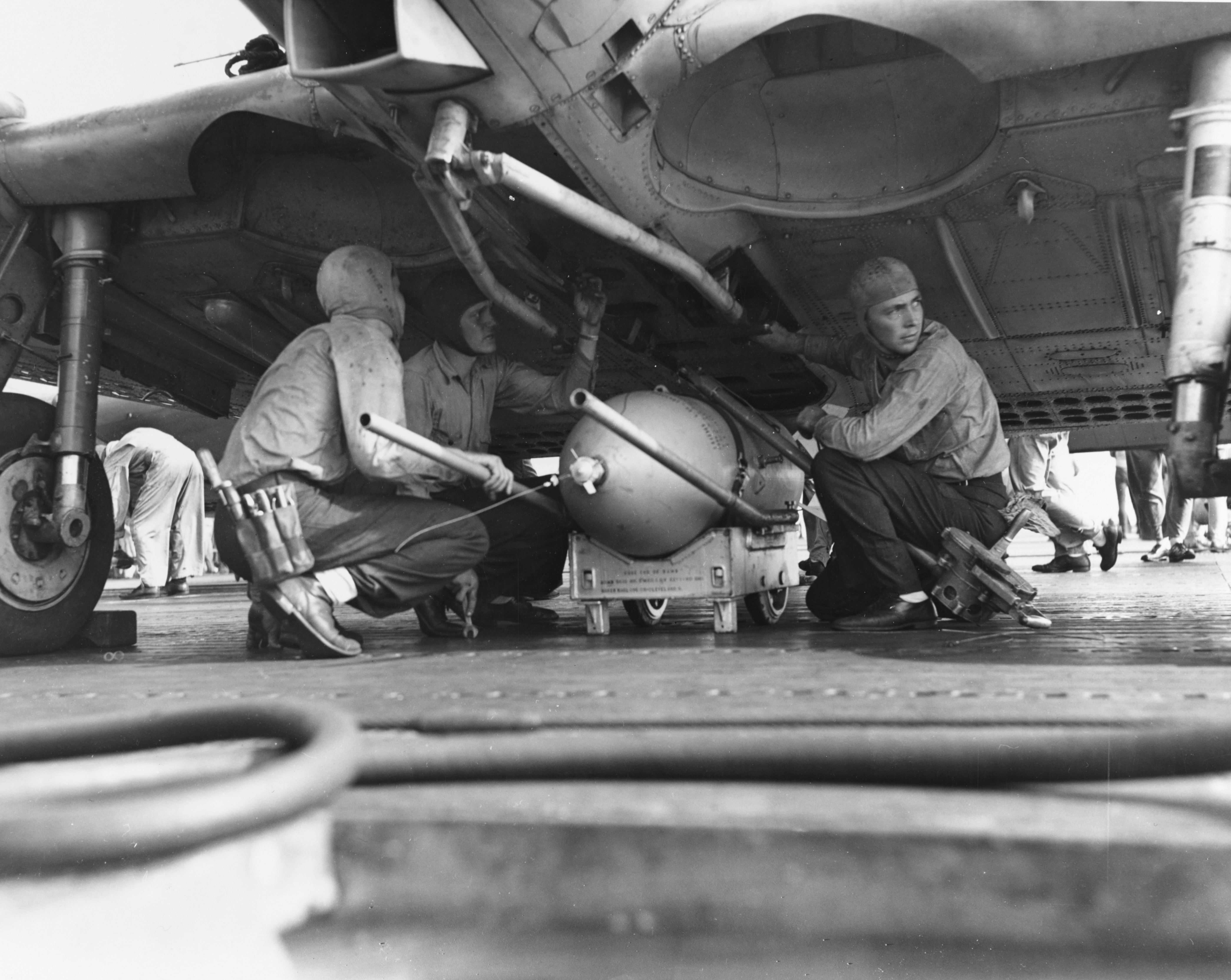
SBD-3 ескадрильї CV-6 споряджають для місії. Авіаносець «Ентерпрайз», 7 серпня 1942 року.

Стрілецьке
- Курсове:
  - SBD-1 — 2 × 12,7-мм кулемети
  - SBD-2/3/4/5/6 — 1 × 12,7-мм кулемет
- Захисне:
  - SBD-1/2 — 1 × 7,62-мм кулемет
  - SBD-3/4/5/6 — 2 × 7,62-мм кулемети

Бомбове
- SBD-1/2/3/4 — до 545 кг. (1 × 454 кг бомба в фюзеляжі і 2 × 45 кг бомби під крилами)
- SBD-5/6 — до 1021 кг. (1 × 726 кг бомба в фюзеляжі і 2 × 148 кг бомби під крилами)